# Kanton Coligny
Kanton Coligny (fr. Canton de Coligny) byl francouzský kanton v departementu Ain v regionu Rhône-Alpes. Skládal se z devíti obcí.

## Obce kantonu
- Beaupont
- Bény
- Coligny
- Domsure
- Marboz
- Pirajoux
- Salavre
- Verjon
- Villemotier